# Бовт, Тихон Зиновьевич
Тихон Зиновьевич Бовт (1910—1980) — управляющий трестом «Ленинуголь» комбината «Кузбассуголь», Герой Социалистического Труда (1957).

## Биография
Родился 7 июля 1910 года в городе Гадяч Полтавской области. Трудовую деятельность начал в 1927 году забойщиком шахты № 1 треста «Артёмуголь» Приморского края. Выпускник Томского индустриального института им. Кирова. С декабря 1940 по сентябрь 1942 — главный инженер треста «Молотовуголь» комбината «Кузбассуголь» Новосибирской области.
1 сентября 1942 года Новосибирским областным судом был осужден по статье 109, УК РСФСР к 5 годам лишения свободы за невыполнение плана подготовительных работ по тресту «Молотовуголь» комбината «Кузбассуголь». С сентября 1942 по апрель 1943 года отбывал наказание при Сиблаге № 2 и работал начальником участка шахты «Байдаевская» треста «Куйбышевуголь» г. Сталинска. С апреля 1943 года постановлением Президиума Верховного Совета РСФСР был направлен в действующую армию, где и находился до декабря 1945 года в составе 700 стрелкового полка 204 стрелковой Витебской дивизии. Участвовал в боях под Сталинградом, в штурме Кенигсберга. За проявленное отличие в боях с немецко-фашистскими захватчиками Военным трибуналом в/ч 01632 судимость снята 26 февраля 1944 г. 
В 1946 году приказом Наркома угольной промышленности назначен главным инженером треста «Кузнецкуголь», впоследствии — управляющим трестом «Ленинскуголь». При его управлении стремительно вырос новый угольный район, одна за другой были построены шахты «Полысаевская-2», «Полысаевская-Северная», «Полысаевская-3». «Ленинскуголь» удвоил добычу. В 1957 Бовту присвоено звание Героя Социалистического Труда. Из Ленинска-Кузнецкого его переводят начальником комбината «Кузбассуголь».
С 1965 по 1975 год Тихон Зиновьевич Бовт работает управляющим трестом «Кузбассгидроуголь» в городе Новокузнецке до ухода на пенсию. Член КПСС, персональный пенсионер республиканского значения.
Скончался 12 марта 1980 года, на семидесятом году жизни.

## Награды
На фронте Т. З. Бовт награждён орденом «Красная Звезда», орденом «Отечественная война» II степени, медалью «За победу над Германией в Великой Отечественной войне 1941—1945 гг.».